# HD 82943
HD 82943 ist ein Gelber Zwerg, der von mindestens zwei Planeten, HD 82943 b und HD 82943 c, umkreist wird. Der Stern besitzt die Spektralklasse G0V. Seine Masse liegt bei etwa 1,18 Sonnenmassen. Seine Begleiter wurden in den Jahren 2000 und 2001 durch Messungen seiner Radialgeschwindigkeit entdeckt.